# Libyan Arab Foreign Investment Company
La Libyan Arab Foreign Investment Company (LAFICO) era una banca statale d'investimento libica attiva dal 1982 al 2006 e aveva sede a Tripoli, dal 2006 è stata sostituita dalla Libyan Investment Authority (LIC), entrambe le banche erano controllate dal governo libico e anche dalla famiglia Gheddafi.

## Investimenti internazionali
- Italia
  - Eni - 1%[1]
  - Fiat - 9,7% poi passato al 2,004%[1]
  - Juventus Football Club - 5,31% poi passato al 7,5%[1]
  - UniCredit - fondo sovrano al 2,594%
  - Olcese Spa - fondo sovrano al 21,76%.[2]